# Studio Lwów
Studio Lwów – magazyn informacyjny emitowany w TVP Polonia, realizowany przez dziennikarzy polskich mediów we Lwowie.
W programie prezentowane jest spojrzenie Polaków mieszkających na Ukrainie na aktualne tematy i wydarzenia w tym kraju, a także poruszane są ważne dla polskiej społeczności tematy związane z edukacją, historią i kulturą.